# Flaga Irkucka
 Flaga Irkucka (NHR:133) zatwierdzona 31 października 1996 to prostokątny biały materiał w proporcjach (szerokość do długości) 2:3, z przedstawieniem od strony drzewca kompozycji herbu Irkucka - babra na zielonej półkuli z czerwonym sobolem w zębach, w dolnej części jest umieszczony błękitny pas ścięty przy zakończeniu od luźnej strony flagi. Szerokość niebieskiego pasa to 1/4 szerokości flagi.